# Odstrani pred letenjem
Odstrani pred letenjem (ang. Remove before flight) je varnostno opozorilo s katerim so pogosto označeni odstranljivi deli plovila, običjano v obliki rdečega traku, ki označuje, da je predmet, kot je na primer pokrov ali zatič, ki preprečuje gibanje mehanskih delov, uporabljen samo, ko je plovilo na tleh. Pri manjših plovili so tako označene tudi pitot cevi ali kontrolni zakepi. Opozorilo se uporablja samo v angleškem jeziku. Podobne trakove z napisom "potegni za aktivacijo" (ang. pull to arm") najdemo tudi na iztrelkih in drugih vojaških sistemih, ki niso pritrjeni na plovila.
Componente označene z oznako odstrani pred letenjem so pogosto označene tudi kot "rdeči predmeti" (ang. Red tag items). Običajno ima zemeljska posadka seznam predmetov, ki so ozančeni s tem napisom. Nekateri seznami zahtevajo, da se opozorilni trak pripne na sam seznam med postopkom preverjanja za potrditev, da je bil opozorilni trak odstranjen. V nekaterih priemrih bi tovrstni deli plovila, ki so označeni z tem opozorilom lahko povzročili stmoglavljenje letala, kot je bil ta Aeroperú Flight 603.
Pogosto vidimo obeske za ključe, športne majice, pasove, torbe in podobne predmete s tovrstnim trakom, ki jih nosijo ljude, posebej tisti, ki delajo v letalstvu ali so letalski navdušenci.
Zelena označba se včasih uporablja za komponente, ki morajo biti pritrjene pred letenjem, podobno, kot označbe odstani pred letenjem.